# Ананикян, Цолак
Цолак Ананикян (арм. Ցոլակ Անանիկյան; род. 25 ноября 1987, Эчмиадзин) — армянский боксёр, представитель полутяжёлой и первой тяжёлой весовых категорий. Выступал за сборную Армении по боксу в 2006—2010 годах, обладатель серебряной медали чемпионата Европы, победитель и призёр ряда крупных международных турниров, участник двух чемпионатов мира.

## Биография
Цолак Ананикян родился 25 ноября 1987 года в городе Вагаршапат, Армянская ССР.
Впервые завил о себе на международном уровне в сезоне 2006 года, когда вошёл в состав армянской сборной и выступил на юниорском мировом первенстве в Агадире, где в полутяжёлом весе дошёл до стадии четвертьфиналов.
В 2007 году на турнире в Минске добрался до стадии полуфиналов полутяжёлой весовой категории, выиграв у шведа Баду Джека, но проиграв россиянину Сергею Ковалёву. Позднее представлял Армению на чемпионате мира в Чикаго, сумел взять верх над турком Бахрамом Музаффером, после чего уступил литовцу Даугирдасу Шемётасу.
В 2008 году в первом тяжёлом весе дошёл до четвертьфинала на европейском олимпийском квалификационном турнире в Афинах, одержал победу на чемпионате Армении в Ереване. На чемпионате Европы в Ливерпуле сумел пройти четверых соперников, в том числе украинца Дениса Пояцику и венгра Йожефа Дармоша, тогда как в решающем финальном поединке со счётом 2:9 проиграл россиянину Егору Мехонцеву.
В 2009 году одержал победу на Гран-при Усти в Чехии, получил серебро на Мемориальном турнире Феликса Штамма в Варшаве, уступив в финале поляку Кшиштофу Зимноху. На чемпионате мира в Милане выбыл из борьбы за медали уже на предварительном квалификационном этапе. Кроме того, в этом сезоне был лучшим на чемпионате Армении в Ереване.
В 2010 году вновь выиграл чемпионат Армении в Ереване, стал серебряным призёром на турнире Гагика Царукяна в Ереване, принимал участие в чемпионате Европы в Москве — в 1/8 финала категории до 91 кг был остановлен болгарином Тервелом Пулевым.